# 민사집행법
민사집행법(民事執行法, 영어: civil execution act)은 대한민국의 법률로 구민사소송법상 강제집행절차와 담보권의 실행을 위한 경매 및 보전처분에 대한 규정을 따로 분리하여 제정한 것이다.

## 제정이유
민사소송법상 강제집행절차에 관한 규정은 1960년에 민사소송법이 제정된 후 1990년에 경매법을 흡수하기 위하여 동법을 개정한 것을 제외하고는 약 40년간 개정이 이루어지지 아니하여 사회·경제적 발전에 따른 신속한 권리구제의 필요성에 부응하지 못하고 있다는 지적에 따라, 채무자 등의 제도남용에 의한 민사집행절차의 지연을 방지하고 불량채무자에 대한 철저한 책임추궁을 통하여 효율적이고 신속한 권리구제방안을 마련함으로써 정의로운 신용사회를 이룩하는 한편, 법률용어를 국민의 법감정에 맞도록 순화하고, 통일적이며 일관된 법집행을 위하여 민사집행부분을 민사소송법에서 분리하여 별도의 법률로 제정하려는 것임.

## 주요골자
가. 외국송달의 특례제도 및 항고이유서제출강제제도를 도입하고, 매각허가결정에 대한 항고시 보증공탁을 하여야 하는 항고인을 모든 항고인으로 확대하여 항고의 남발이나 항고심의 심리지연을 방지함으로써 집행절차가 신속하게 진행될 수 있도록 함(법 제13조·제15조 및 제130조).
나. 채무자가 정당한 사유없이 명시기일에 불출석하거나, 재산목록의 제출을 거부하거나 또는 선서를 거부한 때에는 20일 이내의 감치에 처하도록 하고, 거짓의 재산목록을 낸 때에는 3년 이하의 징역 또는 500만원 이하의 벌금에 처하도록 함(법 제68조).
다. 채무불이행자명부를 주소지 시·구·읍·면의 장에게 송부·비치하도록 하여 일반인이 열람·등사할 수 있게 함과 아울러 금융기관에도 통보하여 신용불량자로서 불이익을 받게 함(법 제72조).
라. 개인의 재산 및 신용정보에 관한 전산망을 관리하는 공공기관·금융기관 등에 대하여 채무자 명의의 재산에 관한 조회를 할 수 있게 함으로써 채권자가 채무자의 재산을 쉽게 발견할 수 있도록 하여 재산의 투명성을 확보하되, 재산조회 결과를 강제집행 외의 목적으로 사용하는 자를 처벌하여 남용을 방지함(법 제74조 내지 제77조).
마. 미등기 건물중 건축법에 의한 건축신고 또는 건축허가를 마쳤으나 사용승인을 받지 아니하여 보존등기를 마치지 못한 건물에 대하여 그 실체를 인정하여 부동산집행방법에 의한 강제집행을 가능하게 함(법 제81조).
바. 기간입찰제도 및 경락대금의 지급기한제도를 도입하고, 경락부동산의 인도명령 대상을 권원이 없는 모든 점유자로 확대하여 매각허가결정이 확정되면 즉시 대금을 지급하고 간이한 방법으로 부동산을 인도받을 수 있도록 하는 등 경매제도를 개선함(법 제103조·제136조 및 제142조).
사. 채권을 압류한 경우에 제3채무자는 채권자가 경합하지 아니하더라도 압류채권액 상당액 또는 전액을 공탁할 수 있도록 하여 제3채무자가 채무로부터 해방될 수 있도록 함(법 제248조).
아. 보전처분 집행후 10년내에 소를 제기하지 아니하는 경우 채무자 또는 이해관계인의 신청에 따라 보전처분을 취소하도록 하던 것을 5년이 지나면 취소하도록 함으로써 가압류·가처분을 한 후 이를 장기간 방치하는 사례를 방지함(법 제288조).

## 보전처분
보전처분은 권리를보전하기 위하여 광의의 민사집행로 보전소송절차와 보전집행절차를 합쳐서 설명하는 말이다. 가압류와 가처분 등이 있다.

### 사례
- 갑은 을에게 100일내에 갚는 조건으로 금 100만원을 대여해주었는데 을은 100일이 지나도 아무 이유없이 변제를 거부하고 있어 갑은 을의 유일한 재산인 시가 100만원의 X 스마트폰을 가압류하는 것이 보전처분의 예이다. 보전소송을 통해 스마트폰을 가압류하고 본안소송에서 대여금반환청구의 소를 제기한 후, 승소하면 강제집행을 통해 스마트폰을 경매할 수 있다.

- 러시아 대사는 고종에게 자신의 공사를 임대차해주었는데 임대차 기간이 종료하고 대사가 고종에게 임대차보증금을 반환했음에도 불구하고 고종은 아무런 권원없이 계속하여 공사건물을 점유하고 있는 경우, 대사는 보전소송(점유이전금지가처분)을 한 후, 본안소송(건물인도청구의 소)에서 승소하면 강제집행을 통해 부동산인도집행을 요구할 수 있다.

## 참고
- 일본의 민사집행법: 民事執行法